# HD 31590
HD 31590，又名BD+73 265，SAO 5407、HR 1589，是一颗恒星，视星等为5.96，位于銀經137.98，銀緯19.19，其B1900.0坐标为赤經4h 52m 3.1s，赤緯+73° 19.19′ 10″。